# Wuxi Classic
Wuxi Classic, tidigare Jiangsu Classic, var en snooker-turnering som spelades i Kina mellan 2008 och 2014. Mellan 2012 och 2014 spelades den som en rankingturnering. Till säsongen 2015/2016 ersattes den på rankingtouren av World Open.
Wuxi Classic spelades första gången i juni 2008 med Ding Junhui som slutsegrare. Turneringen var då uppdelad på två orter, de flesta matcherna spelades i Nanjing medan finalen spelades i Wuxi. Sedan 2010 spelas alla matcher i Wuxi.

## Format

### 2008-2009
Under de två första upplagorna av turneringen deltog tolv spelare, varav åtta topprankade och fyra kinesiska wild cards. De spelade först gruppspel i två grupper om sex, där alla mötte alla inom gruppen. Matcherna var mycket korta, de spelades i bäst av tre frames. De två högst placerade spelarna i varje grupp gick vidare till semifinaler vilka spelades i bäst av sju frames. Finalen spelades i bäst av 11 frames.

### 2010-2011
Till 2010 års turnering ändrades formatet så att gruppspelet togs bort och turneringen avgjordes genom direktutslagning i fyra omgångar. Fyra spelare stod över första omgången. Det minskade antalet matcher gjorde att matcherna kunde göras längre: bäst av 9 frames i de tidiga omgångarna.

### 2012-2014
2012 blev Wuxi Classic en rankingturnering. Formatet för de här åren bestod av en inledande kvalturnering där de lägst rankade kvalvinnarna fick spela ytterligare en omgång mot lokala kinesiska wild cards för en plats i huvudturneringen.

## Vinnare
| År                           | Vinnare                      | Motståndare                  | Resultat                     | Säsong                       |
| Jiangsu Classic (ej ranking) | Jiangsu Classic (ej ranking) | Jiangsu Classic (ej ranking) | Jiangsu Classic (ej ranking) | Jiangsu Classic (ej ranking) |
| ---------------------------- | ---------------------------- | ---------------------------- | ---------------------------- | ---------------------------- |
| 2008                         | Ding Junhui                  | Mark Selby                   | 6 – 5                        | 2008/09                      |
| 2009                         | Mark Allen                   | Ding Junhui                  | 6 – 0                        | 2009/10                      |
| Wuxi Classic (ej ranking)    |                              |                              |                              |                              |
| 2010                         | Shaun Murphy                 | Ding Junhui                  | 9 – 8                        | 2010/11                      |
| 2011                         | Mark Selby                   | Ali Carter                   | 9 – 7                        | 2011/12                      |
| Wuxi Classic (ranking)       |                              |                              |                              |                              |
| 2012                         | Ricky Walden                 | Stuart Bingham               | 10 – 4                       | 2012/13                      |
| 2013                         | Neil Robertson               | John Higgins                 | 10 – 7                       | 2013/14                      |
| 2014                         | Neil Robertson               | Joe Perry                    | 10 – 9                       | 2014/15                      |